# Czarny Sad
Czarny Sad – wieś w Polsce położona w województwie wielkopolskim, w powiecie krotoszyńskim, w gminie Koźmin Wielkopolski.
W okresie Wielkiego Księstwa Poznańskiego (1815-1848) miejscowość należała do wsi większych w ówczesnym pruskim powiecie Krotoszyn w rejencji poznańskiej. Czarny Sad należał do okręgu koźmińskiego tego powiatu i stanowił odrębny majątek, którego właścicielem był wówczas Wawrzyniec Wierzbiński. Według spisu urzędowego z 1837 roku wieś liczyła 145 mieszkańców, którzy zamieszkiwali 12 dymów (domostw).
W latach 1975–1998 miejscowość administracyjnie należała do województwa kaliskiego.